# Vaporwave
El vaporwave és un microgènere musical que s'inscriu dintre el gènere de l'electrònica. Originari del 2010, aquest microgènere utilitza sons de la dècada dels 80 alentits i desconstruïts, amb un to nostàlgic, combinats amb ritmes de baix i bateria moderns.

## Història
El concepte va néixer a la xarxa a través de plataformes com Tumblr l'any 2010. El nom és un joc de paraules irònic de l'expressió anglesa “vaporware” que s'utilitza per referir-se a un projecte de programari o un maquinari que s'anuncia al públic però que mai s'acaba materialitzant en un producte accessible per als consumidors (fins i tot podria ser que la companyia mai s'hagués plantejat realment comercialitzar-lo).
El gènere vaporwave com a tal emergí el juliol de 2011, concretament amb el llançament de l'àlbum New Dreams LTD, de Laserdisc Visions. El terme “vaporwave” es considera que fou emprat per primera vegada tres mesos després al blog musical Weed Temple, que realitzà una crítica a un àlbum contingut dins el mateix gènere.
Tot i que va tardar a aconseguir despertar l'interès de la comunitat online, a partir del 2015 es va convertir en un estil molt popular.
Cap a l'any 2015 MTV i Tumblr varen llançar quasi alhora projectes amb estètica vaporwave.

## Música
El vaporwave utilitza sons pop dels vuitanta amb samples alentits i desconstruïts, sempre amb un to nostàlgic i melós. El portal especialitzat en música Rate Your Music defineix el gènere com “una caricatura sagrada, mística, sensual, fantasiosa, hiperreal, i/o cristal·lina” dels mitjans de comunicació des dels anys 80 fins a l'actualitat, passant sobretot per la dècada dels 90 i l'auge de la popularitat de l'ordinador personal a la llar.
El gènere del vaporwave sovint és relacionat amb altres gèneres musicals com els plunderphonics i l'electrònica.
Alguns dels àlbums més destacats:
- Macintosh Plus - フローラルの専門店 (Floral Shoppe)
- 情報デスクVIRTUAL (aka Vektroid) - 札幌コンテンポラリー
- 2814 -  新しい日の誕生 (Birth of a New Day)
- Skylar Spence -  Prom King
- Blank Banshee - Blank Banshee 0
- James Ferrano - Far Side Virtual
- Chuck Person - Chuck Person's Eccojams Vol. 1
- Oneohtrix Point Never - R Plus Seven
- PrismCorp Visual Enterprised - ClearSkies™
- Sacred Tapestry - Shader

Algunes de les discogràfiques de vaporwave més destacades:
- Dream Catalogue
- Business Casual
- DMT Tapes FL
- Commercial Dreams Ltd.
- AMDISCS
- Keats Collective
- Ailanthus Recordings
- Illuminated Paths
- Tokyo Exchange

## Estil i interpretacions
El vaporwave no només opera dins del camp musical, sinó que també és definit com un moviment estètic que actua en l'àmbit de la música, el vídeo i la imatge estàtica digital de forma simultània. Una de les seves principals característiques és la deterioració i l'estetització dels mitjans on treballa, transformant completament els arxius d'origen dels que s'apropia, en moltes ocasions perdent allò que els feia característics o referencials. Habitualment inclou imatges dels inicis del 3D, colors neó molt saturats i kanjis japonesos. Es sol associar a l'estil visual seapunk, basat en l'estètica pionera d'Internet (als anys noranta) amb dissenys web molt característics, però en comptes de la fixació marina del seapunk, el vaporwave prefereix els espais extraterrestres i tecnològics.
Així, el punt de partida d'aquesta estètitca és el propi deteriorament tecnològic, de manera que no es busca l'alta definició, sinó dinamitar-la. És un moviment que concep les imatges com la unitat confluent a partir de la qual es comprèn el món (incloent-ne les vessants, científica, política, artística, etc.). Empra l'abstracció de la imatge des d'un punt de vista tècnic per entendre el món. A diferència de les imatges tradicionals (dibuixos, pintures, fotografies, etc.) les imatges tècniques que empra el vaporwave tenen un origen purament virtual. Per aquest motiu, s'adopta l'estètica dels dispositius multimèdia, que segueixen la lògica de l'atzar.
Una de les interpretacions més habitual d'aquest estil és que consisteix en una crítica anticapitalista amb intenció de denunciar la cultura techno i als seus representants

## Artistes representatius
Els primers artistes que es podrien inscriure en aquesta corrent són Al Quadiri i Ferraro.
Des del 2015 destaca la feina de la productora i discogràfica Luxury Sky District i a nivell individual les figures de Blank Banshee i Macintosh Plus. Una de les discogràfiques que més destaca com propagadora d'aquest microgènere musical és Illuminated Paths.
El grup de música japonès Especia utilitza en els seus videoclips l'estètica vaporwave.